# Nußdorf am Haunsberg
Nußdorf am Haunsberg település Ausztriában, Salzburg tartományban a Salzburg-Umgebungban található. Területe 35,56 km², lakosainak száma 2 388 fő, népsűrűsége pedig 67,15 fő/km² (2016. január 1-jén). A település 441 méteres tengerszint feletti magasságban helyezkedik el.
A település részei (zárojelben: fő, 2015. január 1-jén):
| észak fele | keleti fele    | dél fele | nyugat fele                                |
| --- | -------------- | --- | ------------------------------------------ |
| Irlach (17) Steinbach (98) Eisping (62) Pinswag (81) Lauterbach (98) Reinharting (18) Liersching (35) Durchham (26) | Kleinberg (99) | Nußdorf am Haunsberg (951) Waidach (233) Olching (67) Kroisbach (50) Schlößl (144) Hochberg (38) Gastein (33) Schröck (18) Lukasedt (20) Weitwörth (104) Pabing (32) | Rottstätt (42) Altsberg (34) Hainbach (47) |

## Fordítás
Ez a szócikk részben vagy egészben  a   Nußdorf am Haunsberg című német Wikipédia-szócikk ezen változatának fordításán alapul.  Az eredeti cikk szerkesztőit annak laptörténete sorolja fel. Ez a jelzés csupán a megfogalmazás eredetét és a szerzői jogokat jelzi, nem szolgál a cikkben szereplő információk forrásmegjelöléseként.